# Еліза Гогенлое-Лангенбурзька
Еліза Гогенлое-Лангенбурзька, повне ім'я Еліза Вікторія Феодора Софія Адельгейда Гогенлое-Лангенбурзька (нім. Elise Victoria Feodora Sophie Adelheid Prinzessin zu Hohenlohe-Langenburg, 4 вересня 1864 — 18 березня 1929) — принцеса Гогенлое-Лангенбурзька, донька князя Гогенлое-Лангенбургу Германа та баденської принцеси Леопольдіни, дружина князя Ройсс-Шляйцького Генріха XXVII.

## Біографія
Еліза народилась 4 вересня 1864 року у Лангенбурзі. Вона була другою дитиною та старшою донькою в родині князя Гогенлое-Лангенбургу Германа та його дружини Леопольдіни Баденської. Дівчинка мала старшого брата Ернста, а згодом у неї з'явилась молодша сестра — Феодора.
У 20 років принцеса взяла шлюб із 26-річним принцом Ройсс-Шляйцьким Генріхом XXVII. Весілля пройшло у Лангенбурзі 11 листопада 1884, наступного дня після дня народження нареченого. У подружжя народилося п'ятеро дітей. Від 1902 року чоловік Елізи виконував функції регента при своєму родичеві Генріху XXIV Ройсс цу Ґряйц.
1913 року, після смерті батька, Генріх XXVII успадкував владу у князівстві Ройсс—Ґера.
10 листопада 1918 року Генріх XXVII відмовився від престолу, а 21 грудня було сформоване адміністративне співтовариство між князівствами старшої та молодшої лінії Ройсс. 4 квітня 1919 року було проголошено «Вільну державу Ройсс».
1927 року, після смерті Генріха XXIV, Генріх XXVII, ставши главою і старшої гілки роду, отримав титул князя Ройсс. Сам він пішов з життя 21 листопада 1928 року. Еліза пережила чоловіка на п'ять місяців і відійшла у вічність 18 березня 1929 року. Була похована поруч із ним на родинному цвинтарі Ройссів в парку Еберсдорфа.

## Родина

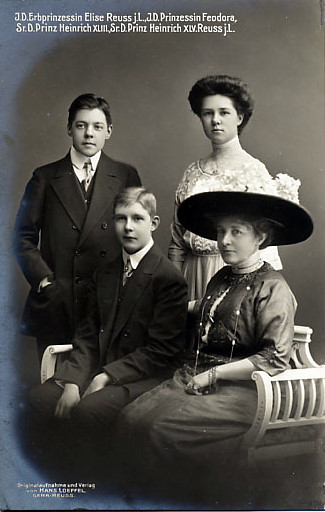
Еліза з дітьми

Чоловік — Генріх XXVII Ройсс-Герський
Діти:
- Вікторія Феодора (1889—1918) — дружина принца Адольфа Фрідріха Мекленбурзького, померла після народження єдиної доньки;
- Луїза Адельгейда (1890—1951) — одружена не була, дітей не мала;
- Генріх XL (17 вересня—4 листопада 1891) — помер немовлям;
- Генріх XLIII (1893—1912) — помер у 18-річному віці бездітним та неодруженим;
- Генріх XLV (1895—1945?) — титулярний князь Ройсс-Ґера від 1928 року, знік безвісти у серпні 1945 року, заарештований радянськими військовими, одружений не був, дітей не мав.